# Rožmitálka
Rožmitálka (Kamenáčka, Kamenická) je zaniklá usedlost v Praze 3-Žižkově. Stála západně od křižovatky Ohrada proti ulici Domažlická.

## Historie
Usedlost stála v sousedství Čapkové a Ohrady. Jednalo se o tři větší budovy na obdélném půdorysu a dvě menší čtvercové. V 1. polovině 19. století byla upravena na továrnu na stroje a přestala tak být hospodářskou usedlostí.
Zanikla na přelomu 19. a 20. století.